# Ivy Mike

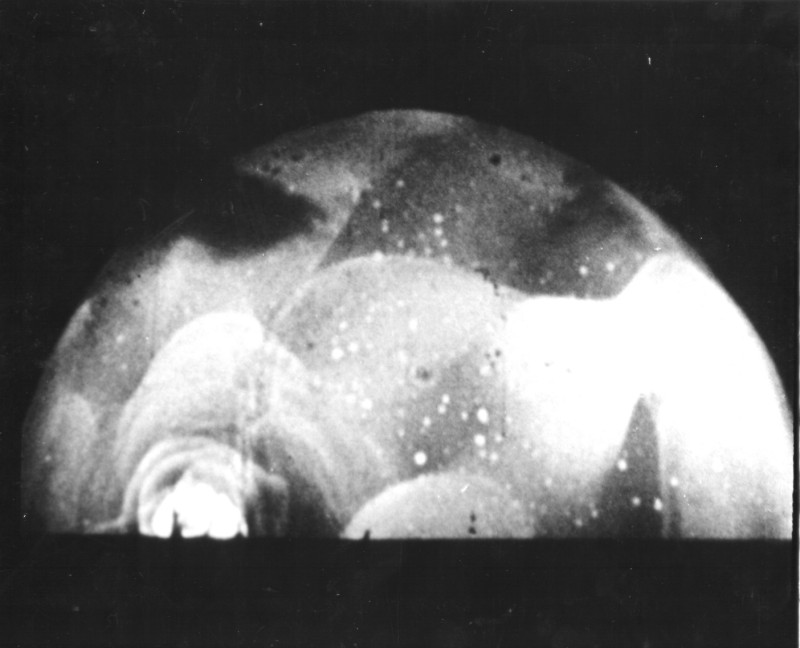
Bola de foc emergent originada per l'explosió d'Ivy Mike

Ivy Mike (31 d'octubre del 1952) fou la primera bomba d'hidrogen (bomba termonuclear de fusió nuclear).

## Història
Fou detonada a les 7:15 (hora local) de l'1 de novembre del 1952, o les 19:15 del 31 d'octubre (hora mundial).
Produí 10,4 megatones, una força aproximadament 650 vegades més gran que la de les armes desenvolupades per Robert Oppenheimer durant la Segona Guerra Mundial.
Formà part, juntament amb la prova nuclear d'Ivy King (de 0,5 Mt), de l'Operació Ivy.
El disseny de la bomba (disseny Teller-Ulam) fou el primer disseny d'una bomba termonuclear o d'hidrogen. Per la complexitat del seu disseny i per ser la primera, tingué una cabina especial en la qual s'ubicava el dispositiu i la maquinària necessària per fer-la funcionar amb èxit.
El dispositiu fou dissenyat pel físic Richard Garwin.
A més a més, fou el primer dispositiu termonuclear dut a terme a plena escala (Full-scale Thermonuclear Device en anglès).
Fou detonat a Enewetak, un atol de les Illes Marshall.
Generà una bola de foc de 5 km de diàmetre i un núvol de bolet d'uns 17 km d'alçada en menys de 90 segons des de la seva detonació. Deixà un cràter d'explosió d'1,9 km de diàmetre i 50 m de profunditat on estava l'illa d'Elugelab (part de l'atol d'Enewetak), que desaparegué completament.

## Galeria

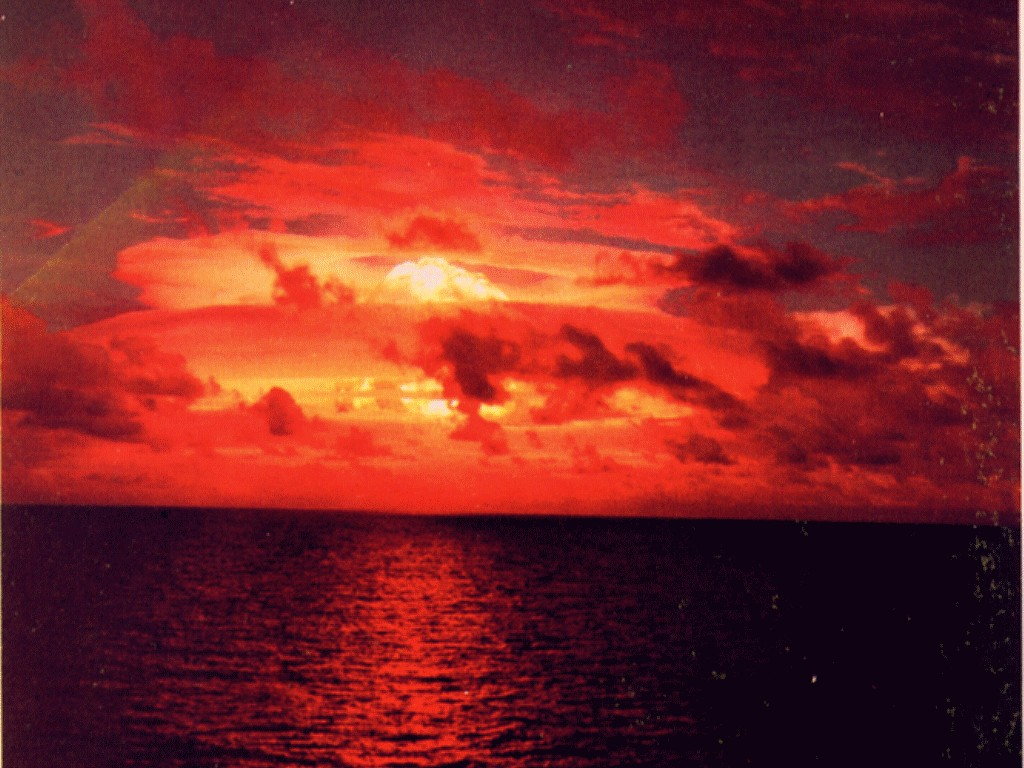
Una altra imatge de la bola de foc de Mike, vista des d'un vaixell
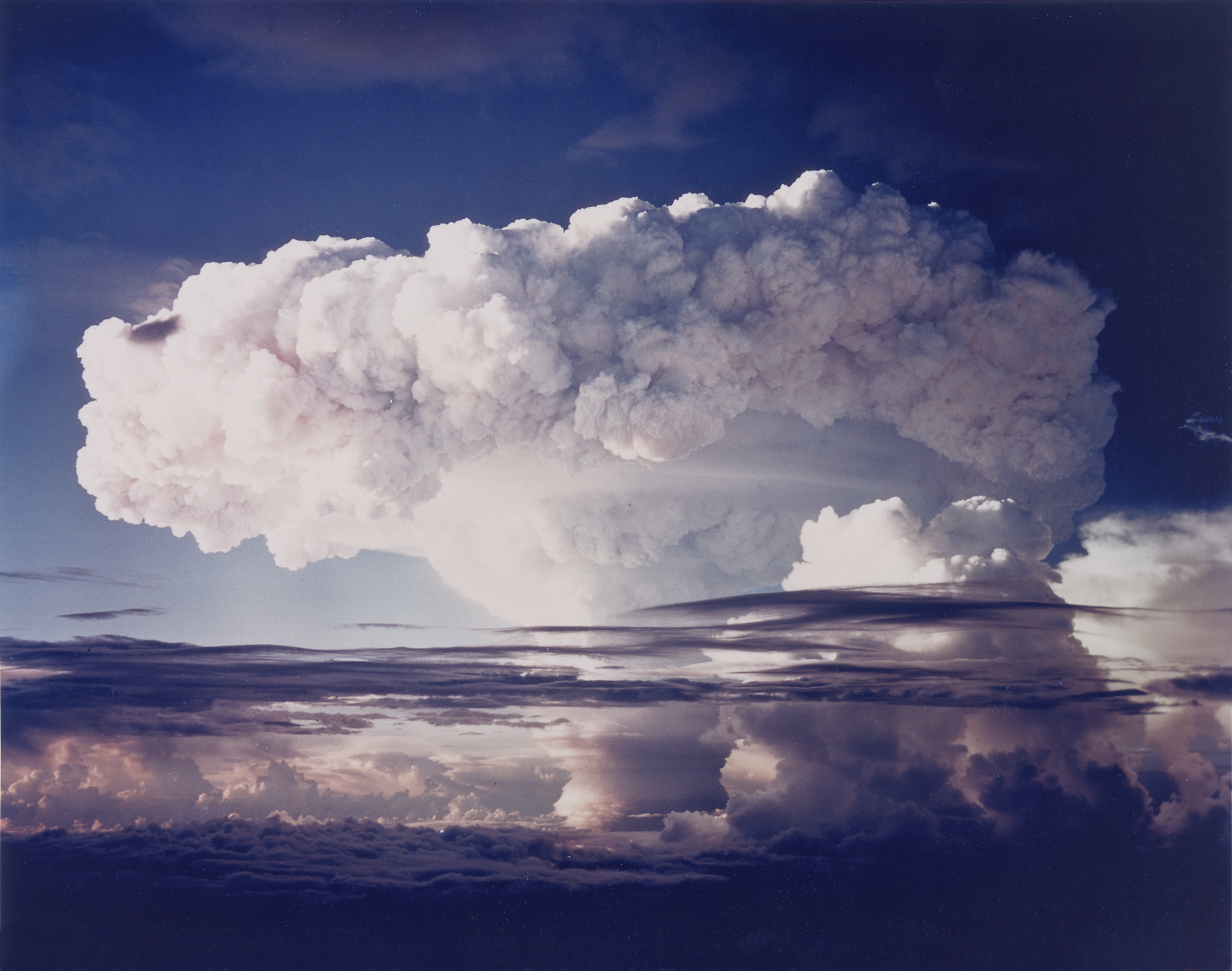
Núvol de bolet de Mike
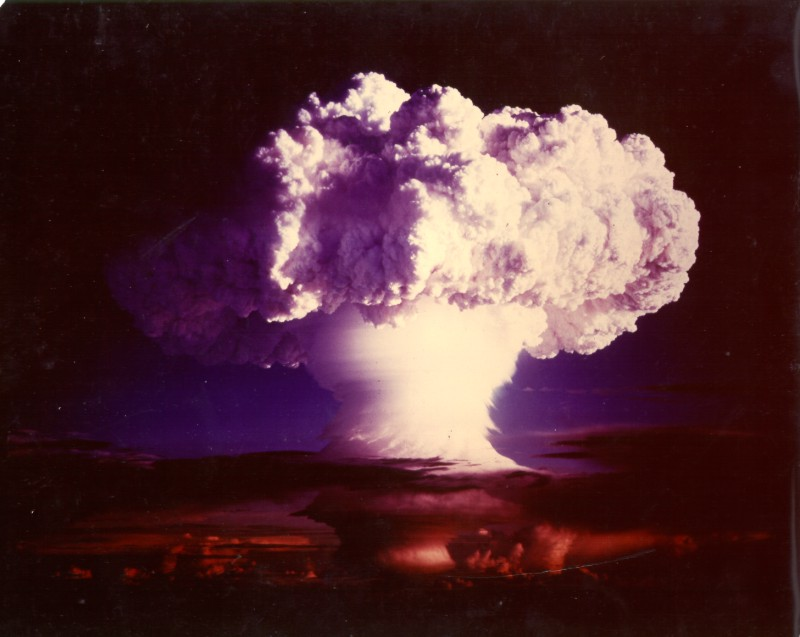
Núvol de bolet de Mike